# Кросвейк (кладбище)
«Кросвейк» (нидерл. Crooswijk) — кладбище, расположенное в нидерландском городе Роттердам на левом берегу реки Ротте. Официально открыто в июле 1832 года, туда были перенесены некоторые захоронения с других кладбищ. На нём похоронены множество знаменитых культурных и политических деятелей Нидерландов.

## Могила Евгения Коновальца

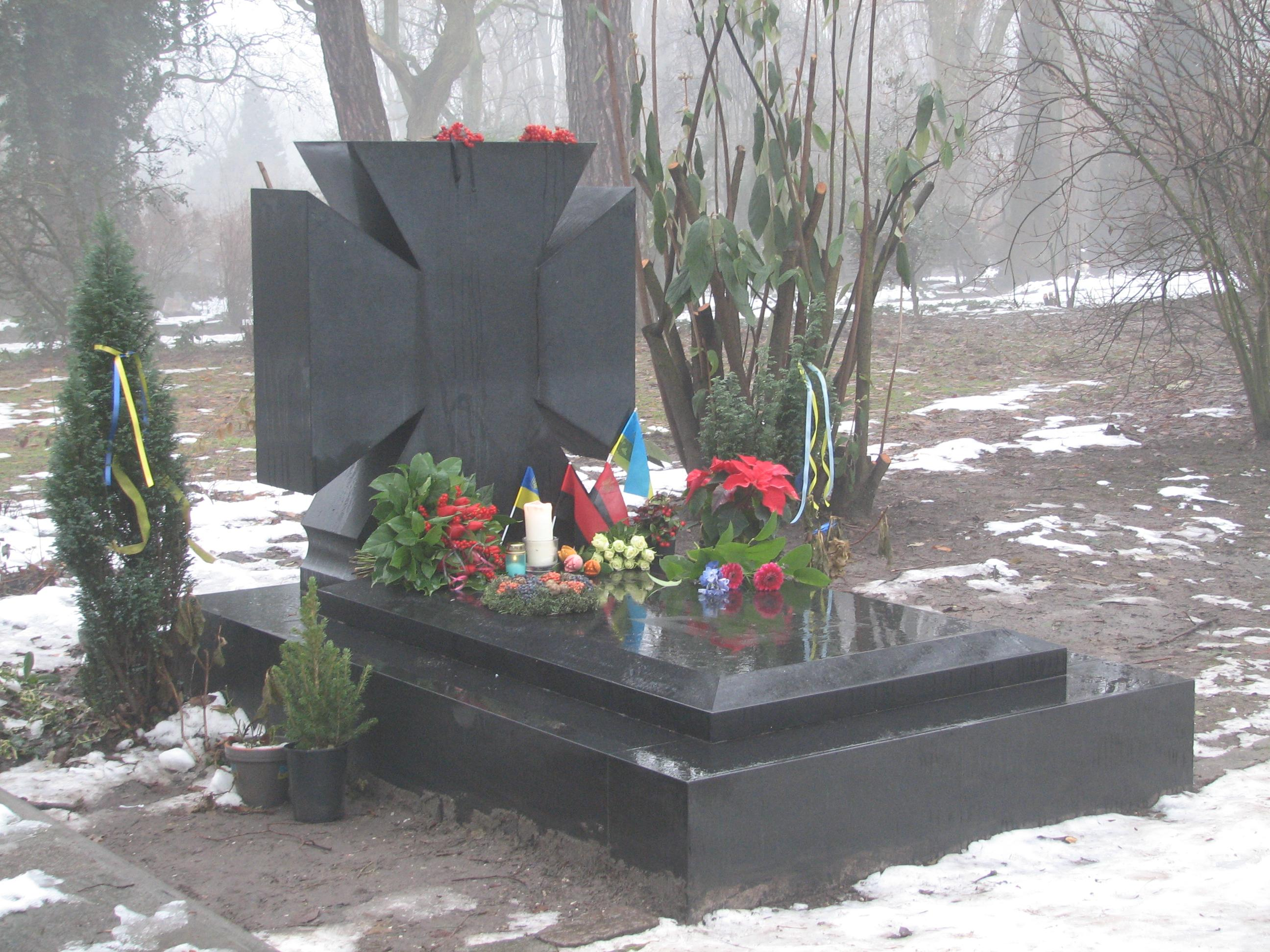
Могила Евгения Коновальца на кладбище «Кросвейк»

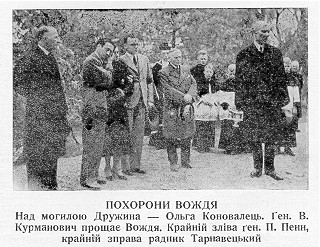
Похороны Евгения Коновальца

На кладбище находится могила командира Украинских сечевых стрельцов, коменданта Украинской войсковой организации и главы Проводу Организации украинских националистов Евгения Коновальца. Могила расположена справа от центрального входа на краю кладбища с видом на реку. Похороны Коновальца состоялись 28 мая 1938, на них присутствовали несколько членов ОУН, а также посол Литвы в Нидерландах (у Коновальца было литовское гражданство). Обряд отпевания провёл католический священник-голландец. Коновалец был похоронен в цинковом гробу, поскольку националисты планировали перезахоронить его на Украине после восстановления её независимости.

## Другие известные личности, похороненные на кладбище
Бейль, Пьер, французский философ 